# Resolució 2268 del Consell de Seguretat de les Nacions Unides
La Resolució 2268 del Consell de Seguretat de les Nacions Unides fou adoptada per unanimitat el 26 de febrer de 2016. El Consell fa una crida a la cessació d'hostilitats i una garantia per a l'accés als treballadors humanitaris a Síria.

## La resolució
La resolució "va aprovar" la Declaració conjunta dels Estats Units i Rússia del 22 de febrer de 2016 sobre "la cessació d'hostilitats i "exigia" que totes les parts a les quals s'apliqués el cessament d'hostilitats que complissin els seus compromisos, així com "la implementació completa i immediata de la resolució 2254 (2015) per facilitar una transició política liderada pels sirians, de conformitat amb el comunicat de Ginebra, tal com s'estableix a les declaracions de l'ISSG.